# De drie geiten

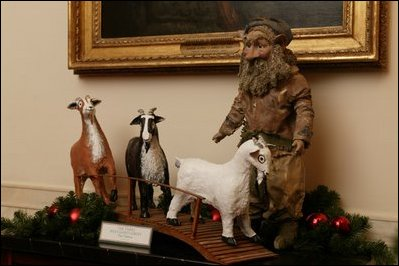
Een voorstelling van "De drie geiten" met geiten en trol. Kerstversiering in het Witte Huis, december 2003.

De drie geiten (oorspronkelijke titel: De tre bukkene Bruse ofwel De tre bukkene Bruse som skulde gaae til Sæters og gjøre sig fede) is een Noors sprookje. Het sprookje werd voor het eerst gepubliceerd in het boek Norske Folkeeventyr (Noorse Volksverhalen) van Peter Christen Asbjørnsen en Jørgen Moe tussen 1841 en 1844. Het verhaal is van het type "eet me op als ik dikker ben" (Aarne-Thompson-index type 122E).

## Verhaal
Drie geitenbokken, een jonge, een van middelbare leeftijd en een oude geit, soms voorgesteld als drie broers of als kleinkind, vader en grootvader, staan in een wei waar geen gras meer groeit. Aan de overkant van de kolkende rivier groeit het gras welig in de zomerwei. Om daar te geraken dienen ze een brug over te lopen waar een trol onder woont. De trol roept: Wie trappelt daar op mijn brug?
De jongste bok zegt tegen de trol dat hij te mager is om te worden opgegeten. Daarnaast kan de trol beter wachten op de volgende bok waar meer vlees aan zit. De trol wordt overtuigd en laat de jonge bok door.
De bok van middelbare leeftijd merkt dat de jonge bok aan de overkant van de rivier staat en besluit dat de brug veilig is. Ook hij wordt aan de brug tegengehouden door de trol. Ook deze bok zegt dat er dadelijk een oudere zal komen waar veel meer vlees aan zit. Ook nu laat de trol de bok passeren.
De derde bok beslist ook om de brug over te gaan. Ook hij wordt tegengehouden door de hongerige trol. Deze bok is echter zo groot en sterk, dat hij de trol op de horens neemt en in de woeste rivier smijt.
De drie geiten leefden nog lang en gelukkig. Van de trol heeft men niets meer vernomen.

## Bewerkingen
- Het sprookje werd meermaals uitgezonden in een kinderprogramma op de BBC.[3]
- Van het sprookje werd de kindermusical "Billy, Goat Gruff" gemaakt door Gwen Edwards. De voorstellingen gingen door in het Barter Theatre te Abingdon, Virginia[4].
- Het sprookje werd door de BBC verfilmd in een aflevering van Fairy Tales[5]
- In de film The Troll Hunter is er een verwijzing naar dit sprookje.
- Het sprookje wordt vermeld in het boek Small Favor uit de Dresden Files van Jim Butcher.
- In het boek Monsterlijk Regiment uit de Schijfwereld-serie van Terry Pratchett wordt verwezen naar dit sprookje.
- In het computerspel King's Quest dient Graham een brug over te steken die wordt bewaakt door een trol. Net op dat ogenblik komt een grote geit aan de brug die de trol in het water gooit.
- In het computerspel Simon the Sorcerer komt Simon aan een brug bewaakt door een trol. Een geit wil de brug oversteken, maar de trol zal hem dan opeten. Op zeker ogenblik komt een grote geit die de trol in het water gooit zodat ook Simon over de brug kan.